# Haardtrand
Der Haardtrand ist eine Landschaft in der Pfalz (Rheinland-Pfalz).

## Geographie

### Lage
Im geologischen Sinne ist der Haardtrand eine Höhenstufe, die im Mittel knapp 150 m hoch liegt und zum südwestdeutschen Mittelgebirgs-Stufenland gehört. Durch die Vorhügelzone von etwa 85 km Länge und 10 bis 15 km Breite verläuft in Längsrichtung etwa von Südsüdwest nach Nordnordost die Deutsche Weinstraße, weswegen die Region im Volksmund auch Weinstraße genannt wird. Der Haardtrand trennt den Ostrand des Pfälzerwalds, die Haardt mit der Kalmit (673 m) als höchster Erhebung, von der östlich vorgelagerten Oberrheinischen Tiefebene.
Der Haardtrand untergliedert sich in die Teilbereiche Oberhaardt zwischen Wissembourg und Neustadt an der Weinstraße, in die Mittelhaardt zwischen Neustadt und Bad Dürkheim sowie die Unterhaardt zwischen Bad Dürkheim und Grünstadt. Im Bereich von Grünstadt geht die Landschaft fließend in das Alzeyer Hügelland über.
Der Großteil des Gebiets gehört zum Europäischen Vogelschutzgebiet Haardtrand. Der Bereich von Landau bis Neustadt gehört außerdem zum Naturpark Pfälzerwald. Darüber hinaus sind größere Teile in unmittelbarer Nähe zum Pfälzerwald als Naturschutzgebiete ausgewiesen, die jeweils den Begriff Haardtrand als offiziellen Namensbestandteil tragen.
Nennenswerte Erhebungen sind unter anderem die Kleine Kalmit bei Ilbesheim, der Ebenberg bei Landau, der Kieselberg bei Neustadt und der Michelsberg bei Bad Dürkheim.

### Klima
Der Haardtrand liegt im Lee des Pfälzerwalds, so dass übermäßige Niederschläge in der Regel ausbleiben. Die günstige Thermik lässt die Luft, die sich tagsüber erwärmt hat, nachts an den Hängen emporsteigen, während kalte Luft in die Ebene abfließt.

## Wirtschaft und Verkehr
Der Haardtrand stellt den größten Teil des Weinanbaugebiets der Pfalz. Hauptwirtschaftsfaktoren sind Weinbau und Tourismus, die nicht selten kombiniert vermarktet werden. Wegen des für den Weinbau günstigen Klimas sind die Rebenhänge an der Weinstraße zur Zeit der Rebenblüte im Frühjahr geringerer Frostgefahr ausgesetzt. Angebaut werden außerdem Feigen- und Mandelbäume sowie Kiwis und Zitronen.
In Längsrichtung wird der Haardtrand im Südteil durch die B 38 und die Autobahn 65, im Nordteil durch die Bundesstraße 271 erschlossen; kreuzende Verkehrsachsen sind unter den vorgenannten Straßen aufgeführt. Bei Bahnstrecken sind die regionalen Linien Neustadt–Wissembourg und Neustadt–Monsheim (früher: Pfälzische Nordbahn) zu nennen, auf denen Züge im Rheinland-Pfalz-Takt verkehren.
Der Radweg Deutsche Weinstraße und der Pfälzer Mandelpfad durchqueren den Haardtrand in Nord-Süd-Richtung. Etappenweise streift außerdem der Prädikatswanderweg Pfälzer Weinsteig die Landschaft; meist verläuft er jedoch innerhalb des Pfälzerwaldes und dort hauptsächlich innerhalb der benachbarten Haardt.